# 宋惠珍
宋惠珍（韓語：송혜진），韓國電視劇電影編劇。

## 作品

### 電視劇
- 2008年：SBS《我的甜蜜都市》
- 2018年：tvN《從天而降的一億顆星》

### 電影
- 2002年：《海賊王 》
- 2004年：《人魚公主 》
- 2008年：《老婆結婚了 》
- 2011年：《珍貴日子的夢想 》
- 2015年：《俠女：劍之記憶 》
- 2016年：《解語花 》

## 外部連結
- NAVER搜索